# Stepove, Iakîmivka
Stepove (în ucraineană Степове) este un sat în comuna Vesneane din raionul Iakîmivka, regiunea Zaporijjea, Ucraina.

## Demografie
Componența lingvistică a localității Stepove
     Ucraineană (81,88%)
     Rusă (12,3%)
Conform recensământului din 2001, majoritatea populației localității Stepove era vorbitoare de ucraineană (81,88%), existând în minoritate și vorbitori de rusă (12,3%).